# Grote Markt (Leuven)

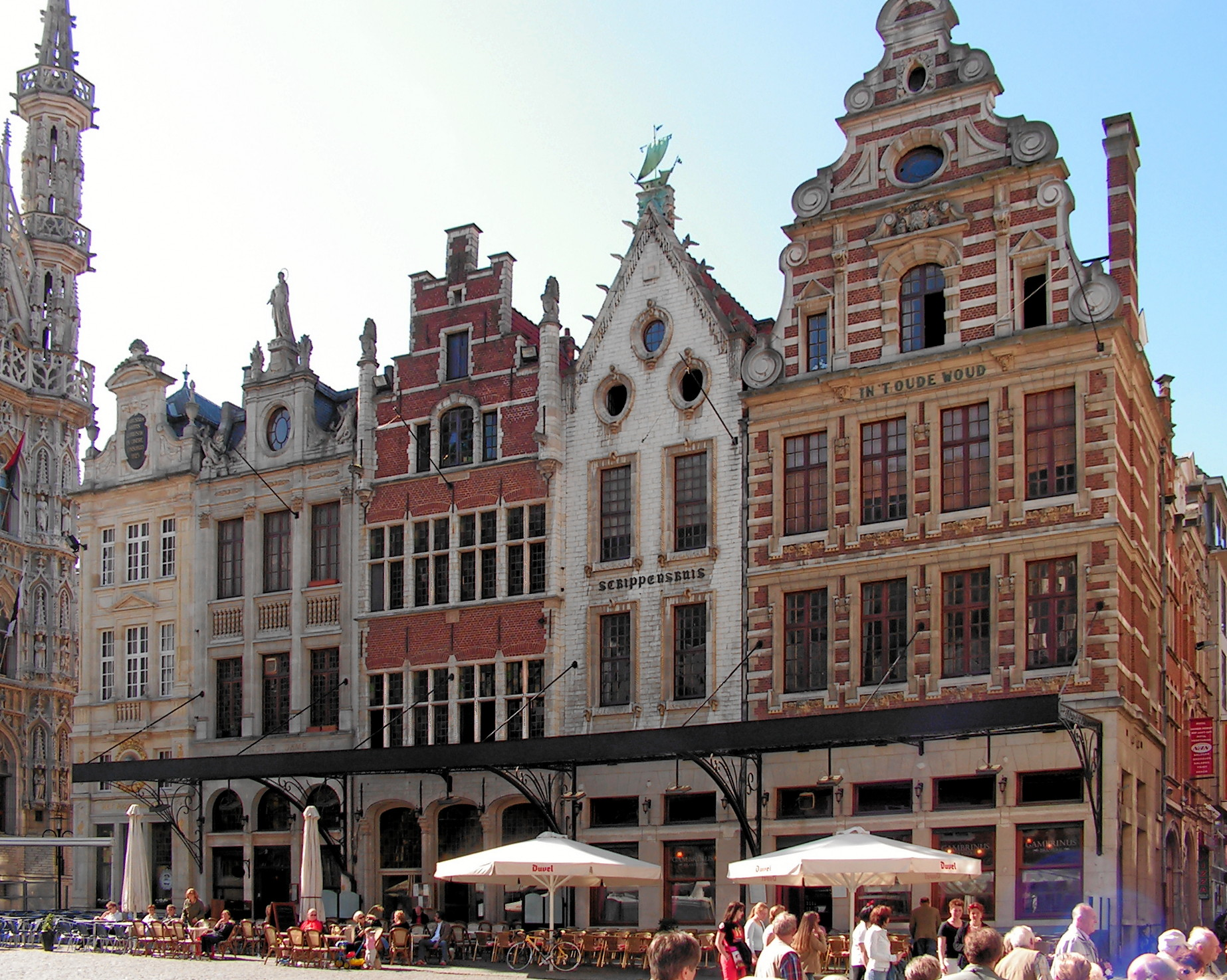
Huizen aan de Grote Markt

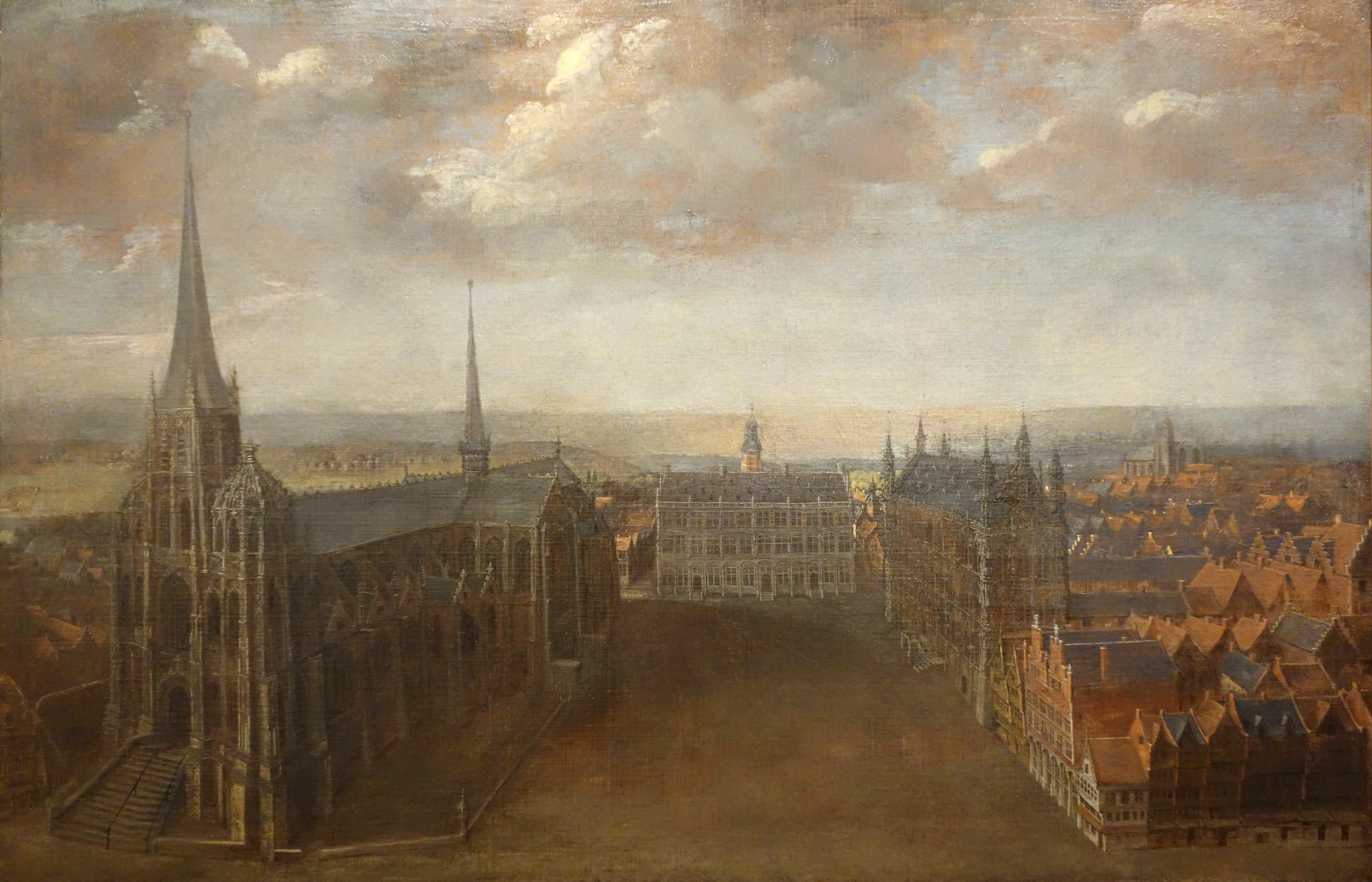
Gezicht op de Grote Markt in Leuven (1665-1667) door Wolfgang de Smet

De Grote Markt van de Belgische stad Leuven situeert zich tussen de Oude Markt en het Rector De Somerplein, zelf een uitloper van de Bondgenotenlaan. De verbinding met de Oude Markt wordt gevormd door de Kortestraat. Ook uitmondend op het plein liggen de Naamsestraat, Brusselsestraat en Mechelsestraat. Door het kleine Boekhandelstraatje is de Markt gescheiden van de achterliggende Muntstraat. Langs de Eikstraat zijn de Tiensestraat en het Jozef Vounckplein bereikbaar.
Door haar ligging op het kruispunt van enkele van de bekendste en meest toeristische plekken in Leuven, is de Grote Markt een van de drukste Leuvense pleinen. Toch is de Grote Markt tegenwoordig vrijwel geheel verkeersvrij; alleen fietsers en de bussen van de vervoersmaatschappij De Lijn mogen over de Markt rijden.

## Gebouwen
De Grote Markt bevindt zich op een van de meest historische plaatsen van Leuven en bestaat in haar huidige ontwerp sinds de 14de eeuw, bij de oprichting van de Katholieke Universiteit Leuven. De meeste gebouwen op het plein zijn opgetrokken in de Brabantse gotiek, zoals het monumentale stadhuis.
Andere opvallende gebouwen aan de Grote Markt zijn het Tafelrond, de Collegiale Sint-Pieterskerk en enkele gildehuizen. Daarnaast is, zoals in heel Leuven, ook hier geen gebrek aan cafés en tavernes. In tegenstelling tot de meer trendy, op de jeugd gerichte, zaken op de Oude Markt, bevindt zich op de Grote Markt meer traditioneel aandoende horeca.

## Evenementen
Net zoals op de andere Leuvense pleinen zoals de Oude Markt en het Ladeuzeplein, vinden op de Grote Markt regelmatig culturele en andere evenementen plaats.
Bloementapijt
Een jaarlijks evenement is het aanleggen op de Grote Markt van een bloementapijt, telkens met een ander thema, zoals in 2007 het thema "200 jaar brandweer".
In 2005 werd door een administratief foutje midden op de Grote Markt de start gepland van de Grote Prijs Jef Scherens, terwijl op dat moment het hele plein bedekt lag met een bloementapijt in begonia's. Burgemeester Louis Tobback stelde als compromis voor om de start van de wedstrijd naar de zijkant van de Grote Markt te verplaatsen en als compensatie als thema van het bloementapijt voor dat jaar het wielrennen te nemen.
Zomerevenementen
Sinds een 20-tal jaar probeert Leuven het zomerse gebrek aan studenten en daarmee samengaande bruisende uitgaansleven te compenseren met het organiseren van diverse evenementen. Een aantal daarvan vindt onder andere plaats op de Grote Markt, zoals:
- De cultuurmanifestatie Beleuvenissen - vrijdagconcerten in de maand juli met thema's zoals folk, tropical, lage landen, ...
- Culinair evenement Hapje-Tapje - een gastronomische markt waarbij deelnemende restaurants een standje opzetten op de straten en pleinen van Leuven en kleine versies van hun beste gerechten aanbieden tegen een even kleine prijs.

Meyboom
Een van de oudste van die evenementen is de Meyboom-planting, een eeuwenoude traditie die haar oorsprong heeft in de rivaliteit tussen de buursteden Leuven en Brussel.